# Bernard Tomic
Bernard Tomic, Bernard Tomić (ur. 21 października 1992 w Stuttgarcie) – australijski tenisista, reprezentant w Pucharze Davisa, olimpijczyk z Londynu (2012).
Także jego młodsza siostra Sara jest tenisistką.

## Kariera tenisowa
Występując jako junior, Tomic wygrał dwa turnieje wielkoszlemowe. Pierwszy tytuł wywalczył podczas Australian Open w 2008 roku, kiedy to pokonał w finale wynikiem 4:6, 7:6(5), 6:0 Yang Tsung-hua, stając się tym samym najmłodszym zwycięzcą juniorskich rozgrywek wielkoszlemowych w erze open. Drugie zwycięstwo odniósł na kortach USTA Billie Jean King National Tennis Center podczas US Open w 2009 roku, gdy wygrał w finale 6:1, 6:3 z Chasem Buchananem. W rankingu juniorów najwyżej sklasyfikowany był na pozycji wicelidera pod koniec maja 2008 roku.
Australijczyk status profesjonalisty uzyskał w roku 2008. W turniejach rangi ATP Challenger Tour wygrał dwukrotnie, najpierw w Melbourne (sezon 2009), a potem w Burnie (2010).
W marcu roku 2010 Tomic zadebiutował w reprezentacji Australii w Pucharze Davisa w rozgrywkach przeciwko Tajwanowi. Tomic pokonał w swoich dwóch meczach odpowiednio Yang Tsung-hua oraz Lee Hsin-han, a Australijczycy wygrali rywalizację 5:0. Do marca 2015 roku rozegrał w zawodach 16 singlowych spotkań, z których w 14 zwyciężył.
Sezon 2011 był przełomem w jego karierze – awansował z 208. miejsca na 42. w rankingu ATP i zaliczył występy we wszystkich czterech turniejach wielkoszlemowych. Na Wimbledonie awansował do ćwierćfinału, startując z eliminacji. W turnieju głównym wyeliminował m.in. Robina Söderlinga. Spotkanie o półfinał przegrał z Novakiem Đokoviciem.
W sezonie 2012 wygrał w styczniu pokazowy turniej AAMI Kooyong Classic rozgrywany jako bezpośrednio poprzedzający Australian Open. W finale pokonał Mardy’ego Fisha, 6:4, 3:6, 7:5. Następnie w Australian Open osiągnął czwartą rundę, ulegając Rogerowi Federerowi 4:6, 2:6, 2:6. Latem zagrał na igrzyskach olimpijskich w Londynie, z których został wyeliminowany w pierwszej rundzie gry pojedynczej przez Keiego Nishikoriego.
Na początku stycznia 2013 Tomic wygrał swój pierwszy turniej rangi ATP World Tour, a dokonał tego w Sydney. Finałowy pojedynek wygrał 6:3, 6:7(2), 6:3 z Kevinem Andersonem.
Rok później ponownie osiągnął finał w Sydney, tym razem ulegając w nim Juanowi Martínowi del Potro. W lipcu zdobył kolejny tytuł singlowy, podczas rywalizacji w Bogocie. W finale był lepszy od Ivo Karlovicia.
Pod koniec lipca 2015 roku obronił tytuł wywalczony przed rokiem w Bogocie, zwyciężając w spotkaniu finałowym z Adrianem Mannarino 6:1, 3:6, 6:2.
W sezonie 2016 Tomic został finalistą turnieju w Acapulco, ulegając Dominicowi Thiemowi. W październiku został finalistą gry podwójnej w Pekinie, grając razem z Jackiem Sockiem.
Najwyżej sklasyfikowany w rankingu ATP był na 17. miejscu (11 stycznia 2016).

### Finały w turniejach ATP World Tour
| Legenda                     |
| Wielki Szlem                |
| ATP World Tour Finals       |
| ATP World Tour Masters 1000 |
| Igrzyska olimpijskie        |
| ATP World Tour 500          |
| ATP World Tour 250          |

#### Gra pojedyncza (4–2)
| Końcowy wynik | Nr | Data             | Turniej  | Nawierzchnia | Przeciwnik            | Wynik finału        |
| ------------- | -- | ---------------- | -------- | ------------ | --------------------- | ------------------- |
| Zwycięzca     | 1. | 12 stycznia 2013 | Sydney   | Twarda       | Kevin Anderson        | 6:3, 6:7(2), 6:3    |
| Finalista     | 1. | 11 stycznia 2014 | Sydney   | Twarda       | Juan Martín del Potro | 3:6, 1:6            |
| Zwycięzca     | 2. | 20 lipca 2014    | Bogota   | Twarda       | Ivo Karlović          | 7:6(5), 3:6, 7:6(4) |
| Zwycięzca     | 3. | 26 lipca 2015    | Bogota   | Twarda       | Adrian Mannarino      | 6:1, 3:6, 6:2       |
| Finalista     | 2. | 27 lutego 2016   | Acapulco | Twarda       | Dominic Thiem         | 6:7(6), 6:4, 3:6    |
| Zwycięzca     | 4. | 30 września 2018 | Chengdu  | Twarda       | Fabio Fognini         | 6:1, 3:6, 7:6(7)    |

#### Gra podwójna (0–1)
| Końcowy wynik | Nr | Data                | Turniej | Nawierzchnia | Partner   | Przeciwnicy                      | Wynik finału      |
| ------------- | -- | ------------------- | ------- | ------------ | --------- | -------------------------------- | ----------------- |
| Finalista     | 1. | 9 października 2016 | Pekin   | Twarda       | Jack Sock | Pablo Carreño-Busta Rafael Nadal | 7:6(6), 2:6, 8–10 |